# Klisfästningen
Klisfästningen (kroatiska: Kliška tvrđava, italienska: Fortezza di Clissa) är en kulturminnesskyddad delvis förfallen fästning vid Klis i Kroatien. Den är en av de största och mest betydelsefulla historiska befästningsverken i Split-Dalmatiens län och mellersta Dalmatien. Med sitt strategiska läge på en klippa i ett bergspass mellan bergskedjorna Mosor och Kozjak drygt nio kilometer nordöst om Split har den historiskt spelat en avgörande roll i försvaret av centrala Dalmatien och dess kuststäder, inte minst under de Osmanska krigen i Europa.
Fästningens grunder är troligtvis från 200-talet f.Kr. men den har sedan dess till- och ombyggts flera gånger. Dess nuvarande utseende härrör till största del från de anpassningar som tillkom under den venetianska administrationen på 1600-talet. År 1867 förlorade Klisfästningen sin militära funktion och idag är den en turistattraktion öppen för allmänheten.  

## Historik
Klisfästningen existens bekräftats bland annat i de historiska verken De administrando imperio (skrivet på 900-talet av den bysantinske kejsaren Konstantin Porphyrogennetos) och i Historia Salonitana (författad av den lokale krönikören Thomas ärkediakonen på 1200-talet). Arkeologiska fyndigheter tyder på en ännu äldre historia.  

### Antiken
Fästningens grunder anlades möjligtvis så tidigt som på 200-talet f.Kr. av den illyriska folkstammen dalmaterna. År 9 betvingades dalmaterna slutligen av romarna och deras tidigare fäste utvecklades gradvis till ett romerskt castrum som inledningsvis kallades Andetrium eller Anderium. Det militära fästet kallades senare Clausura som är upphovet till det italienska namnet Clissa och även det kroatiska namnet Klis. 

### Folkvandringstiden

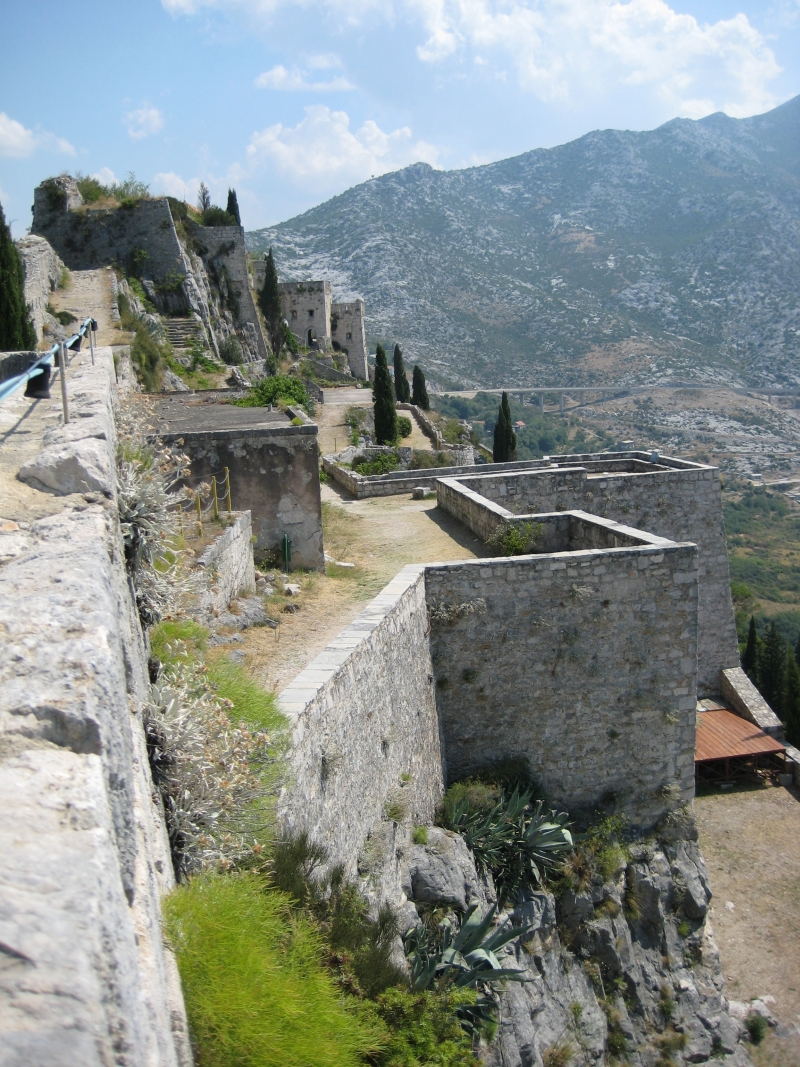
Vy från Klisfästningen.

Efter romerska rikets sönderfall plundrades området kring Klis av barbarer. Fästningen kontrollerades kortvarigt av Odovakar åren 476–493 och sedan denne betvingats av Theoderik den store och Ostrogotiska kungariket åren 493–537. I det gotiska kriget mellan Ostrogotiska kungariket och Bysantiska riket intogs Dalmatien av bysantinerna som därefter kontrollerade fästningen åren 537–614. År 614 angrep och förstörde avarer och slaver Salona som var den dalmatiska provinsens administrativa säte. Salonas befolkning tog sin tillflykt till det muromgärdade Diocletianus-palatset i Split. Split skulle därefter komma att utvecklas till en av de viktigaste städerna vid den dalmatiska kusten. Efter några decennier fördrevs avarerna av kroaterna. Detta skedde troligtvis efter år 620 när en andra våg av kroater på kejsaren Heraclius inrådan migrerat till området för att motverka det avariska hotet mot Bysantinska riket.        

### Kunglig kroatisk högborg
Från början av 600-talet utgjorde Klisfästningen ett viktigt kroatiskt fäste och blev senare högborg för flera kroatiska härskare. På 700-talet upprättade kroaterna ett furstendöme, av eftervärlden kallat furstendömet Kroatien. Klis utvecklades från ett romerskt fäste till det medeltida furstendömets huvudstad. En roll Klis övertog från staden Nin där de kroatiska härskarna ditintills residerat. Under Mislavs regeringstid åren 835–845 blev Klisfästningen säte för den kroatiska tronen. Efter Mislavs död styrdes Klis av medlemmar från Trpimirović-ätten. De kroatiska härskarna titulerades först som furstar av furstendömet Kroatien (dux Croatorum) och senare kungar av kungariket Kroatien (rex Croatorum).

### Tempelherreorden och mongolisk invasion
Sedan Trpimirović-ätten i slutet av 1000-talet dött ut och det medeltida kroatiska kungariket år 1102 ingått i personalunion med Ungern kontrollerades fästningen under den ungerska kungens överhöghet av olika kroatiska adelsfamiljer. 
Den ungersk-kroatiske kungen Andreas II var välvilligt inställd till Tempelherreorden. Under sin medverkan i Femte korståget utsåg han Pontius de Cruce, ordens stormästare i kungariket Ungern, till Kroatiens och Dalmatiens lokale regent. Kungen var medveten om Klisfästningens strategiska betydelse och var ovillig att anförtro den till någon av de lokala stormännen. Han ville överlämna fästningen till staden Split så att Splitborna skulle kunna försvara sin stad från angrepp. Men staden visade lite intresse för kungens favör varpå han överlämnade fästningen i Tempelherreordens ägo. Dessa skulle dock framöver förlora kontrollen över Klisfästningen.
I samband med mongolernas invasion av Europa angreps Ungern. Detta ledde till att den ungersk-kroatiske kungen Béla IV och hans hov via Zagreb flydde åt sydväst mot den adriatiska kusten i ett försök att undkomma mongolerna. Under Kadans ledarskap förföljde mongolerna kungen mot kusten och i mars år 1242 nådde de Klisfästningen där de trodde att kungen gömde sig. Trots ihärdiga försök lyckades mongolerna dock aldrig inta fästningen. Heliga Margareta (1242–1271), dotter till Béla IV och Maria Laskarina, föddes i Klisfästningen under den mongoliska invasionen.
Under Stefan V regeringstid försvagades den kungliga makten vilket ledde till att den kroatiska adelsätten Šubić återfick sitt tidigare inflytande i Dalmatien. Klisfästningen hamnade i Šubić-ättens ägo och medlemmar av denna ätt innehade fästningen under kommande århundraden.

### Habsburgarna, Petar Kružić och uskokerna

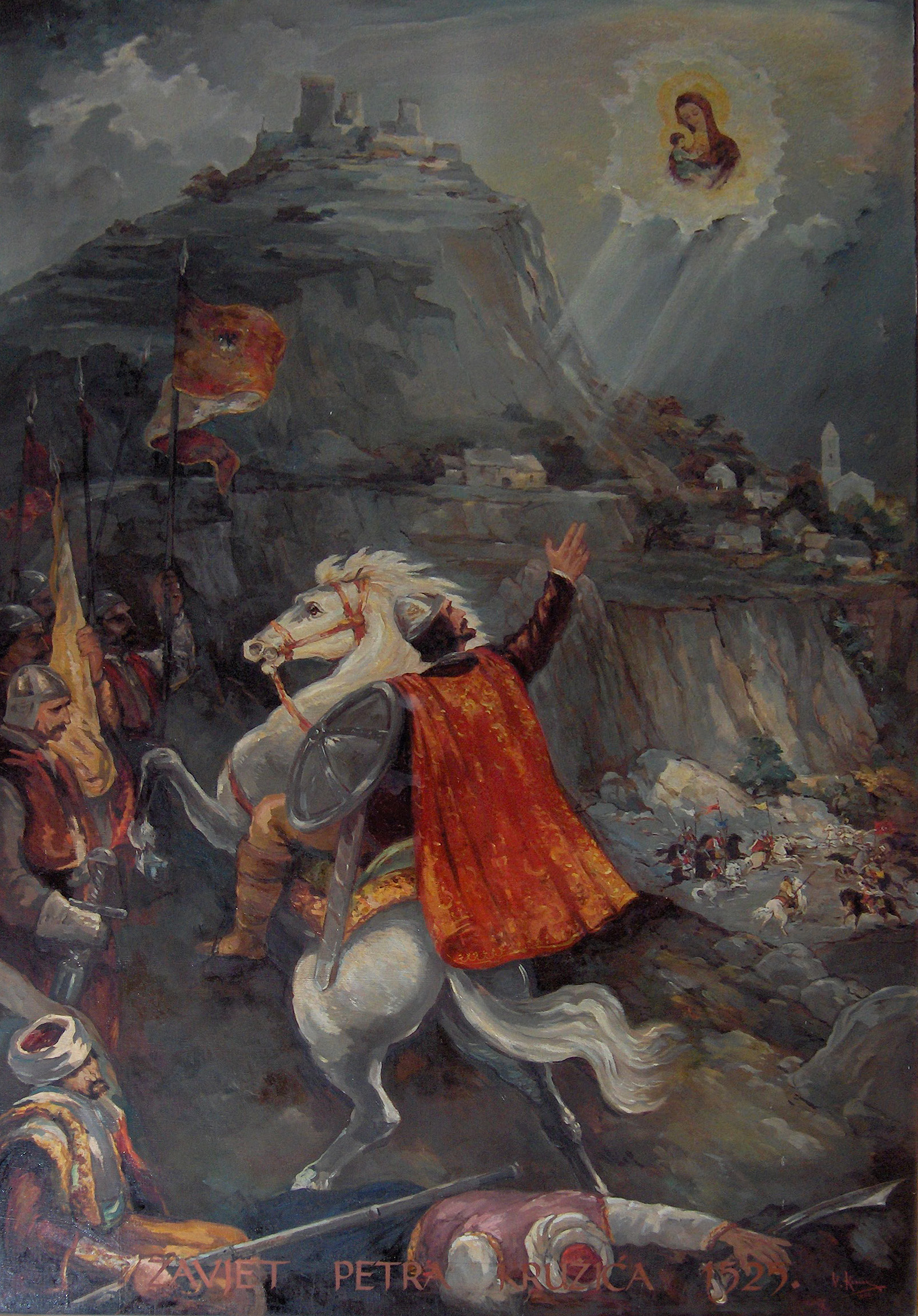
Petar Kružić besegrar osmanerna (turkarna) vid Klis. Oljemålning av Josip Horvat Međimurec som finns i Vår Fru av Trsat-kyrkan i Rijeka.

I samband med parlamentet i Cetin år 1527 valde den kroatiska adeln habsburgaren Ferdinand I till Kroatiens kung och det kroatiska kungariket inlemmades i habsburgarnas domäner. Klisfästningen skulle med sitt strategiska läge komma att utgöra ett viktigt skydd mot de muslimska osmanernas vidare avancemang i sydöstra Europa. Osmanerna kontrollerade sedan tidigare det angränsande Bosnien och för att nå Split och låglandet vid den adriatiska kusten var de tvungna att bryta igenom den bergspassage där Klisfästningen var belägen.  
I början av 1500-talet samlade den kroatiske feodalherren Petar Kružić en garnison bestående av kroatiska flyktingar och uskoker som använde Klis som sitt fäste för att hålla osmanerna borta. Men han och hans män ägnade sig också åt sjöröveri. Under mer än två och ett halvt decennium lyckades kapten Kružić, även kallad "prinsen av Klis", att försvara Klisfästningen från att intas av osmanerna. Den ungerske kungen skickade inga styrkor till Kružićs hjälp då armén lidit nederlag vid slaget om Mohács år 1526 och inte heller venetianarna hörsammade hans vädjan om förstärkning. Habsburgaren Ferdinand I hade utsetts till Kroatiens kung år 1527 men Kružić accepterade bara nominellt hans överhöghet och agerade relativt självständigt gentemot övermakten. När en stor osmansk styrka hotade fästningen vädjade han till Ferdinand I om hjälp men kungens uppmärksamhet var då riktad mot Slavonien som var utsatt för ett osmanskt angrepp. Endast påven var beredda att sända både pengar och män för att avvärja det osmanska hotet. 

### Slaget om Klis
Påven Paulus III hävdade vissa rättigheter i Klis och år 1536 diskuterades det i kurian om att förstärka Klisfästningens försvar. Påven meddelade den habsburgske kejsaren och kroatiske kungen Ferdinand I att han var villig att dela kostnaden för upprättandet av en ordentlig garnison vid Klis. Påven sände män från Ancona medan Ferdinand I sände män till fästningen som rekryterades från Trieste och andra delar av Habsburgska riket. En styrka bestående av 3 000 infanterister som leddes av Petar Kružić, Niccolo dalla Torre och den påvliga kommissionären Jacomo Dalmoro d'Arbe upprättades. Den osmanske sultanen Süleyman I lät sända 8 000 man för att krossa motståndet vid Klis. Överväldigade av det stora antalet osmaner lyckades den kristna styrkan inte hålla fästningen som föll i osmanernas händer. De dåligt tränade habsburgska förstärkningarna flydde i rädsla för osmanerna. Niccolo dalla Torre och den påvliga kommissionären lyckades undkomma medan Kružić greps och avrättades.
Efter Kružićs död och i brist av vattenförsörjning kapitulerade de sista försvararna av Klis den 12 mars 1537. Lokalbefolkningen flydde och uskokerna drog sig tillbaka till Senj varifrån de under kommande decennier fortsatte att bekämpa osmanernas vidare framfart.

### Osmaner, venetianare och österrikare

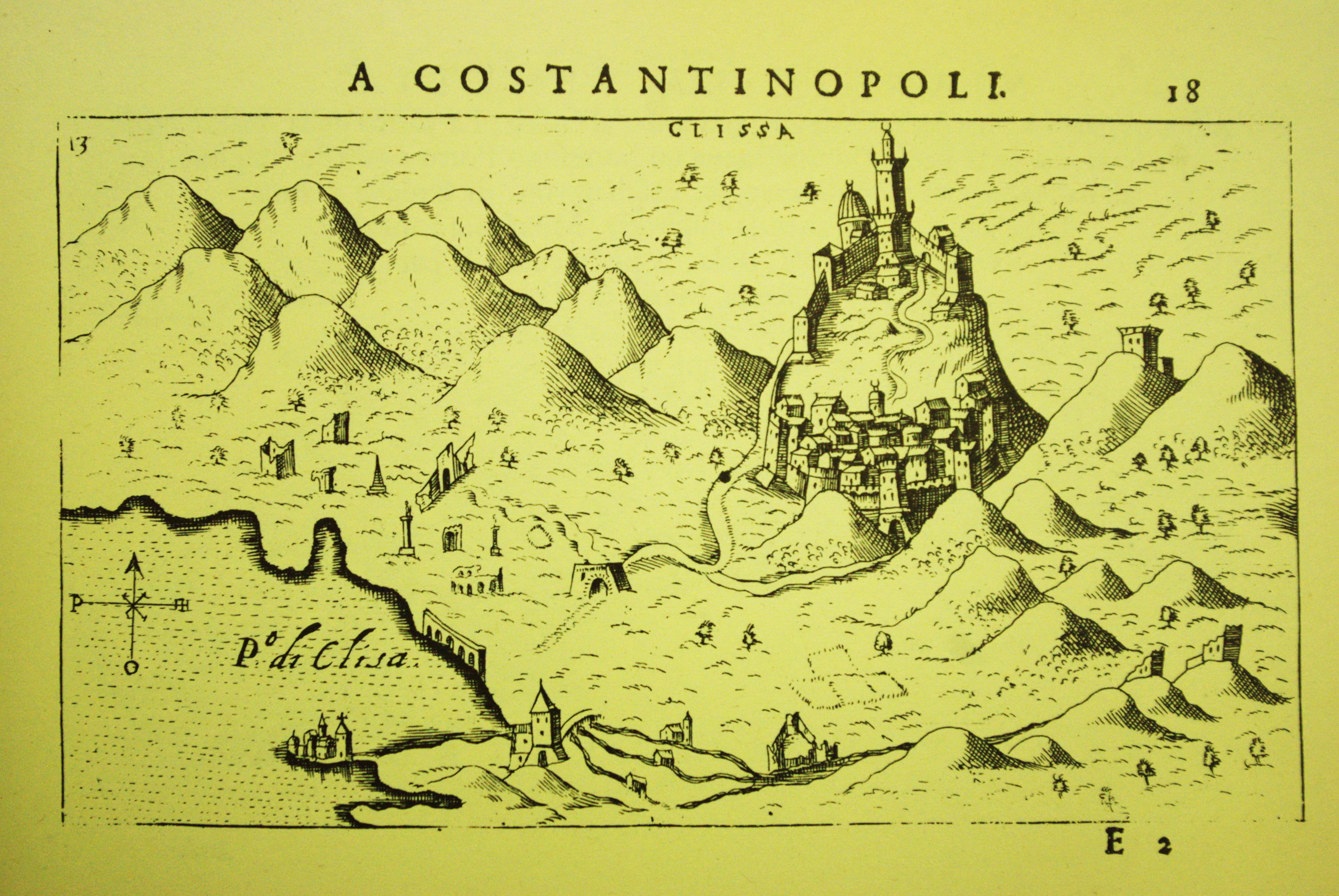
Ritning föreställande Klisfästningen och samhället Klis under 1500-talet.

Sedan osmanerna intagit Klisfästningen år 1537 blev den det administrativa sätet för det nyupprättade Klis-Lika-sancaket (sedermera bara Klis-sancaket), en sedan osmanernas övertagande administrativ enhet av eyaletet Bosnien. Lokalbefolkningen i Klis hade tagit sin tillflykt till Trogir, Senj och den dalmatiska övärlden. Upprepade försök att återta fästningen gjordes under det 111 år långa osmanska kontrollen av Klis.
År 1420 besatte republiken Venedig stora delar av Dalmatien sedan Vladislav av Neapel sålt sina rättigheter till provinsen för 100 000 dukater. Stora delar av Dalmatien var sedan år 1420 under venetiansk kontroll dock inte Klisfästningen som fram till det osmanska övertagandet varit kroatisk (och från år 1527 habsburgsk) egendom. Venetianarna visade tidigt intresse för att överta kontrollen över den strategiskt viktiga Klisfästningen. Den nya politiska kartan innebar att republiken Venedig och Osmanska riket gränsade till varandra och flera slag skulle stå mellan de två kombattanterna. Den 7 april 1596 lyckades en styrka ledd av adelsmännen Ivan Alberti och Nikola Cindro från det av Venedig kontrollerade Split tillfälligt inta Klisfästningen. Denna styrka som bland annat bestod av uskoker och lokalbor betvingades dock snart av osmanerna. År 1669 intogs fästningen slutligen av venetianarna som därefter skulle behålla kontrollen över den fram till republikens upplösning år 1797. Under det venetianska styret tillbyggdes och förstärktes befästningen. 
Efter en kort fransk ockupation och Wienkongressen år 1815 tillföll Dalmatien och Klisfästningen  österrikarna. Dessa skulle behålla kontrollen över befästningsverket fram första världskrigets slut och Österrike-Ungerns upplösning år 1918. Befästningen förlorade sin militära funktion år 1867 men användes av axelmakterna under andra världskriget.

## Arkitektur
Klisfästningen är en av de mest värdefulla bevarade exemplen på defensiv arkitektur i mellersta Dalmatien. Den har använts av olika arméer genom århundradena och genomgått flera renoveringar och anpassningar med anledning av vapen- krigföringsutvecklingen. På grund av de strukturella förändringar som genomförts av bland annat kroater, osmaner, venetianare och österrikare är den ursprungliga fästningens utseende inte längre känd.  
Fästningen är en anmärkningsvärd omfattande struktur med tre långa rektangulära defensiva linjer bestående av stenväggar som omger en central stödjepunkt. Strukturen är oregelbunden då den har anpassats efter den naturliga topografin. De delar av fästningen som tillkom åren 1600–1800-talet är till stora del bevarade. 
Fästningens huvudentré ligger vid den västra sidan.

## Klisfästningen i fiktion
Klisfästningen har använts som inspelningsplats för den historiska filmen Eagle in a Cage från år 1972 och den prisbelönta TV-serien Game of Thrones.